# Nätverk för läkemedelsepidemiologi
Nätverk för läkemedelsepidemiologi (NEPI) är en stiftelse inrättad genom beslut av Sveriges riksdag 1993 Enligt stadgarna ska NEPI främja forskning och utveckling främst inom områdena läkemedelsinformation, läkemedelsepidemiologi och läkemedelsekonomi. Stiftelsen NEPI är sedan 2010 en gemensam angelägenhet för Apotekarsocieteten samt Svenska läkaresällskapet.
NEPI är en av få oberoende svenska instanser vars huvuduppgift är att verka för en medicinskt och ekonomiskt bättre användning av läkemedel i praktisk vård. Enligt den utredning som ledde fram till bildandet av NEPI (Ds 1992:104) skall detta ske genom forskning och andra studier rörande läkemedelsanvändningen och dess konsekvenser, i samverkan med sjukvården och akademiska institutioner.
Ett av NEPI:s huvudmål är att bidraga till att utveckla området läkemedelsepidemiologi såväl som ett forskningsområde, som ett verktyg för uppföljning i hälso- och sjukvården samt samhället i övrigt.
Styrelsen i NEPI tillsätts av Apotekarsocieteten (3 ledamöter) samt Svenska läkaresällskapet (2 ledamöter). Chef för NEPI är sedan 2007 överläkare Mikael Hoffmann.